# Язвицкий сельсовет
Язвицкий сельсовет — упразднённая административно-территориальная единица, существовавшая на территории Московской губернии и Московской области до 1935 года.
Язвицкий сельсовет возник в первые годы советской власти. По данным 1922 года он входил в состав Рогачёвской волости Сергиевского уезда Московской губернии.
По данным 1926 года в состав сельсовета входили 3 населённых пункта — Язвицы, Григорово и Семенцево.
В 1929 году Язвицкий с/с был отнесён к Сергиевскому (с 1930 — Загорскому) району Московского округа Московской области.
10 мая 1935 года Язвицкий с/с был упразднён. При этом все его населённые пункты вошли в состав вновь образованного рабочего посёлка при заводе № 11.